# Benthophilus spinosus
Benthophilus spinosus är en fiskart som beskrevs av Kessler, 1877. Benthophilus spinosus ingår i släktet Benthophilus och familjen smörbultsfiskar. Inga underarter finns listade.

## Bildgalleri

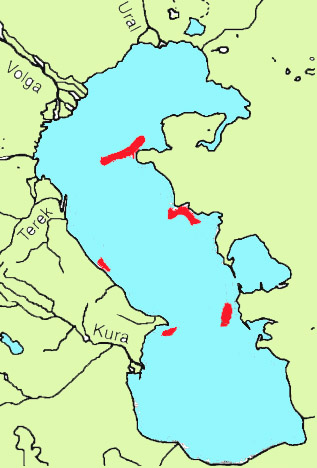